# Newton Flotman
Newton Flotman is een civil parish in het bestuurlijke gebied South Norfolk, in het Engelse graafschap Norfolk met 1489 inwoners.